# 平沙蛤乸田路
平沙蛤乸田路（粵拼：ping4 saa1 gap3 naa2 tin4 lou6）是广东省广州市白云区平沙的一条道路，位于广东外语外贸大学附设外语学校旁边。路名中的“蛤乸”是粤语中青蛙的意思。根据当地民政局的解释，这条路是以所处地段的土名“蛤乸田”来命名的。对于这个路名，当地居民看法不一。支持者认为，“起得够特别，能够体现广州的地域特色。因为附近是白沙湖，是湿地，是河沙地，适合青蛙生长，所以取这个名字也有着天然的联系，接地气的同时让人也感觉很亲切”；有广州的地方语言特色，可以让人从一个路名进而了解到广州的文化。而反对者则认为这个名称奇葩，与周边路名不协调，也不方便不懂粤语，不了解广州文化的外地人认路。